# Штефан Бюловіус
Штефан Бюловіус (нім. Stephan Bülowius; 1 серпня 1895, Кенігсберг — 26 квітня 1979, Зильт) — німецький офіцер, генерал-майор вермахту. Кавалер Німецького хреста в сріблі.

## Біографія
24 листопада 1913 року вступив в армію. Учасник Першої світової війни. Після демобілізації армії залишений в рейхсвері. З 15 жовтня 1935 року — консультант інспекції інженерних частин і фортець Імперського військового міністерства (з 4 лютого 1938 року — ОКГ), з 1 жовтня 1939 року — в штабі генерала інженерних частин і фортець при головнокомандувачі армією. З 7 червня 1941 року — командир 413-го інженерного полку. 11 січня 192 року відправлений в резерв ОКГ. З 10 травня 1942 року — командир інженерних частин і фортець 17 (Південна Норвегія-Осло), з 24 січня 1943 року — 2 (Греція-Салоніки), одночасно з 5 листопада по 18 грудня 1943 року — в штабі групи армій «B». 6 червня 1944 року відряджений в штаб інспекції земельних укріплень «Південний Захід» (Італія), з 19 жовтня — інспектор. 2 травня 1945 року взятий в полон американськими військами. 29 вересня 1947 року звільнений.

## Звання
- Фанен-юнкер (24 листопада 1913)
- Фанен-юнкер-єфрейтор (11 березня 1914)
- Фанен-юнкер-унтерофіцер (22 квітня 1914)
- Фенріх (18 липня 1914)
- Лейтенант (28 вересня 1914)
- Оберлейтенант (1 вересня 1924)
- Гауптман (1 квітня 1929)
- Майор (1 серпня 1935)
- Оберстлейтенант (1 квітня 1938)
- Оберст (1 квітня 1941)
- Генерал-майор (20 червня 1944)

## Нагороди
- Залізний хрест 2-го і 1-го класу
- Почесний хрест ветерана війни з мечами
- Медаль «За вислугу років у Вермахті» 4-го, 3-го, 2-го і 1-го класу (25 років)
- Застібка до Залізного хреста 2-го і 1-го класу
- Хрест Воєнних заслуг 2-го і 1-го класу з мечами
- Медаль «За зимову кампанію на Сході 1941/42»
- Орден «Святий Олександр», командорський хрест з мечами (Третє Болгарське царство)
- Німецький хрест в сріблі (20 квітня 1945)